# Teorías conspirativas sobre el uso de magia y yinn por parte de Israel
Las teorías conspirativas sobre el uso de magia y yinn por parte de Israel circulan principalmente en ciertos medios de comunicación iraníes y árabes, así como en círculos religiosos y políticos. Estas sostienen que Israel emplearía fuerzas sobrenaturales, como la magia, los yinn (criaturas espirituales de la mitología islámica) o prácticas místicas, en sus operaciones de inteligencia y seguridad. Estas teorías se emplean con frecuencia para explicar acciones israelíes difíciles de comprender o consideradas sorprendentemente exitosas, como asesinatos selectivos, el descubrimiento de redes de espionaje u operaciones encubiertas.

## El discurso iraní

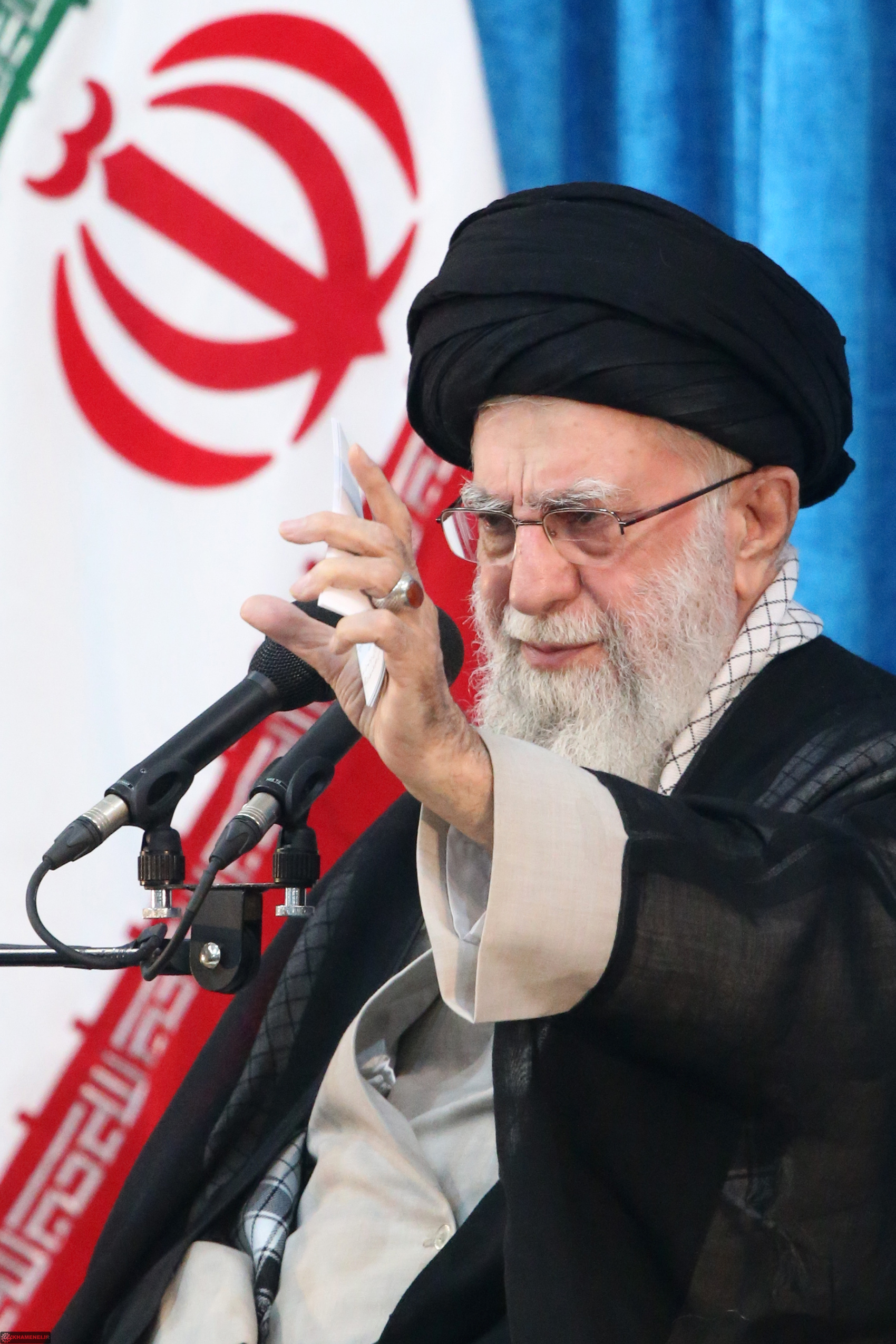
Ali Khamenei

En Irán circulan con frecuencia afirmaciones sobre el presunto uso de fuerzas sobrenaturales por parte de Israel. Estas ideas forman parte de una narrativa religiosa y política más amplia, habitualmente presente en declaraciones de clérigos conservadores, comentaristas y medios afines:
El líder supremo de Irán, Ali Jamenei, en un discurso del 22 de marzo de 2020, con motivo del Nouruz (Año Nuevo persa), afirmó que existía una alianza “de los enemigos del mundo de los humanos y de los yinn” contra la República Islámica, una formulación que puede interpretarse como una referencia a amenazas sobrenaturales.
El periodista conservador Abdollah Kanji afirmó el 9 de julio de 2025, en la plataforma X (anteriormente Twitter), que se habrían encontrado inscripciones misteriosas con caracteres hebreos en Teherán, posiblemente relacionadas con prácticas mágicas.
El clérigo chií Mostafa Karami declaró en 2024, durante un programa religioso, que “las fuerzas sionistas siempre han poseído conocimientos sobre cómo controlar a los yinn y disponen de un ejército demoníaco secreto”.
El influyente orador y comentarista en temas de seguridad Ali Akbar Raefipour sugirió en 2024 que la inteligencia israelí (Mosad) posiblemente tenga un departamento especializado en yinn, que habría sido utilizado ya en la guerra del Líbano de 2006.
El autodenominado experto en yinn Valiollah Naqipourfar declaró en 2014 que Israel habría intentado valerse de yinn para infiltrarse en los servicios secretos iraníes y de sus aliados, aunque supuestamente sin éxito.

## Recepción en el mundo árabe
En algunos países árabes también circulan relatos sobre el presunto uso de medios sobrenaturales por parte de Israel. Estas afirmaciones aparecen esporádicamente en artículos, comentarios y narrativas populares.
El publicista argelino Omar Belkadhi escribió, en 2020, en un artículo de opinión, que Israel libraría “una guerra contra el islam mediante la magia” y habló de una “guerra secreta de los judíos”, una expresión que recurre claramente a estereotipos antisemitas.
Durante la operación militar israelí "Escudo del Norte", en 2018, algunos medios árabes difundieron la alegación de que Israel habría utilizado medios sobrenaturales para localizar túneles de Hezbolá y asesinar a sus líderes.
Un informe iraní mencionó que un rabino con conocimientos de Cabalá habría sido capaz de localizar túneles sin el uso de herramientas tecnológicas, lo que fue interpretado como un ejemplo de uso “mágico”.
En algunas narrativas de los medios árabes también aparece ocasionalmente el término Pulsa dinura, una supuesta maldición cabalística letal dirigida a eliminar a los enemigos de Israel.